# Championnats de France de cyclisme sur piste 2015
Navigation
2014 2016
Les championnats de France de cyclisme sur piste 2015 se déroulent pour les cadets (15/16 ans) et les juniors (17/18 ans) du 6 au 10 juillet sur le vélodrome de Hyères et pour les élites du 1er au 4 octobre au Vélodrome de Bordeaux.

## Résultats

### Hommes
| Compétitions          | Or                                                                             | Argent                                                                | Bronze                                                                                     |
| --------------------- | ------------------------------------------------------------------------------ | --------------------------------------------------------------------- | ------------------------------------------------------------------------------------------ |
| Épreuves élites       |                                                                                |                                                                       |                                                                                            |
| Kilomètre             | Michaël D'Almeida                                                              | Thomas Copponi                                                        | Benjamin Edelin                                                                            |
| Keirin                | François Pervis                                                                | Benjamin Edelin                                                       | Michaël D'Almeida                                                                          |
| Vitesse               | Quentin Lafargue                                                               | François Pervis                                                       | Michaël D'Almeida                                                                          |
| Poursuite             | Sylvain Chavanel                                                               | Julien Morice                                                         | Corentin Ermenault                                                                         |
| Poursuite par équipes | Europcar Thomas Boudat Bryan Coquard Bryan Nauleau Julien Morice               | Picardie Corentin Ermenault Adrien Garel Vincent Ginelli Dany Maffeïs | Pays de la Loire Florian Maître Clément Barbeau Lucas Destang Damien Gaudin                |
| Américaine            | Europcar Thomas Boudat Bryan Coquard                                           | Armée de Terre Julien Duval Benjamin Thomas                           | Pays de la Loire Lucas Destang Florian Maître                                              |
| Course aux points     | Thomas Boudat                                                                  | Benjamin Thomas                                                       | Valentin Madouas                                                                           |
| Scratch               | Kévin Réza                                                                     | Pierre Créma                                                          | Clément Barbeau                                                                            |
| Omnium                | Julien Morice                                                                  | Bryan Coquard                                                         | Florian Maître                                                                             |
| Épreuves juniors      |                                                                                |                                                                       |                                                                                            |
| Kilomètre             | Sébastien Vigier                                                               | Thomas Denis                                                          | Jordan Alves                                                                               |
| Keirin                | Melvin Landerneau                                                              | Alexandre Gendron                                                     | Maxime Vienne                                                                              |
| Vitesse               | Melvin Landerneau                                                              | Sébastien Vigier                                                      | Jordan Alves                                                                               |
| Poursuite             | Thomas Denis                                                                   | Romain Neboit                                                         | Aurélien Costeplane                                                                        |
| Poursuite par équipes | Aquitaine Clément Bétouigt-Suire Romain Neboit Johan Delalaire Clément Delayen | Bretagne Thomas Denis Léo Jacq Gaëtan Manchec Thibault Guernalec      | Région Centre Ivan Villiers Julien Brasseur Maxime Fesnières Maxime Maison Rémi Dhervillez |
| Course aux points     | Aurélien Costeplane                                                            | Romain Neboit                                                         | Guillaume Millasseau                                                                       |
| Scratch               | Théo Nicolas                                                                   | Quentin Grolleau                                                      | Quentin Fournier                                                                           |
| Américaine            | Île-de-France Guillaume Millasseau Mathieu Riebel                              | Provence Dylan Maldonado Alexandre Jeannot                            | Région Centre Maxime Fresnières Julien Brasseur                                            |

### Femmes
| Compétitions          | Or                                                                           | Argent                                                          | Bronze                                               |
| --------------------- | ---------------------------------------------------------------------------- | --------------------------------------------------------------- | ---------------------------------------------------- |
| Épreuves élites       |                                                                              |                                                                 |                                                      |
| 500 mètres            | Virginie Cueff                                                               | Olivia Montauban                                                | Sandie Clair                                         |
| Keirin                | Mélissandre Pain                                                             | Virginie Cueff                                                  | Olivia Montauban                                     |
| Vitesse               | Virginie Cueff                                                               | Olivia Montauban                                                | Mélissandre Pain                                     |
| Poursuite             | Élise Delzenne                                                               | Marion Borras                                                   | Laurie Berthon                                       |
| Poursuite par équipes | Poitou-Charentes.Futuroscope.86 Aude Biannic Roxane Fournier Pascale Jeuland | Nord-Pas-de-Calais Élise Delzenne Fiona Dutriaux Aurore Flament | Bretagne Coralie Demay Hélène Gérard Cécilia Le Bris |
| Course aux points     | Élise Delzenne                                                               | Aude Biannic                                                    | Soline Lamboley                                      |
| Scratch               | Élise Delzenne                                                               | Fiona Dutriaux                                                  | Marie Dutour                                         |
| Omnium                | Laurie Berthon                                                               | Soline Lamboley                                                 | Hélène Gérard                                        |
| Épreuves juniors      |                                                                              |                                                                 |                                                      |
| 500 mètres            | Mathilde Gros                                                                | Marie Dufour                                                    | Marion Borras                                        |
| Vitesse               | Marie Dufour                                                                 | Juliette Poirier                                                | Clémence Jolly                                       |
| Poursuite             | Marion Borras                                                                | Typhaine Laurance                                               | Pauline Clouard                                      |
| Course aux points     | Marion Borras                                                                | Lucie Jounier                                                   | Marine Cloarec                                       |
| Scratch               | Marion Borras                                                                | Marine Cloarec                                                  | Chloé Fortin                                         |